# Нова Чемровка
Нова Чемро́вка (рос. Новая Чемровка) — село у складі Зонального району Алтайського краю, Росія. Адміністративний центр та єдиний населений пункт Новочемровської сільської ради.

## Населення
Населення — 1864 особи (2010; 1910 у 2002).
Національний склад (станом на 2002 рік):
- росіяни — 96 %